# Iporá
Iporá es un municipio brasilero del estado de Goiás. 
So población era de 32.045 hab. (en 2009, IBGE), posee un Área Territorial de 1.030 km² y fue emancipado el 19 de noviembre de 1948. 

## Historia
Iporá tuvo su origen, oficialmente, en la fundación del festival de Pilões en el margen derecha del Río Claro, en 1748. En esa ocasión, no pasaba de una guarnición militar de los dragones (política real portuguesa).
El poblado permaneció como Río Claro hasta ser transferido a los márgenes del río Tamanduá, por el Decreto de ley 557, del 30 de marzo de 1938, con el nuevo nombre de Itajubá, oficializado por el Decreto de ley 1.233, del 31 de octubre del mismo año, y posteriormente rebautizado como Iporá, por el Decreto de ley 8.305, del 31 de diciembre de 1943.
Su nombre proviene del Guarani: " YPORA" que significa "AGUA LINDA"

## Geografía
El municipio de Iporá está situado en la misma región denominada Centro-Goiano y en la microrregión de Iporá, en el Estado de Goiás, está localizado a 16º 28’ Latitud Sur y 31° 06’ Longitud Oeste, bordeado por los ríos Claro y Caiapó, los arroyos Santa Marta y Santo Antônio y varios ríos, con importancia para el Río Tamanduá, que corta el área urbana al medio.
El perímetro urbano ocupa 14,09 km², representando 1,37% del área total del municipio, que es de 1.045 km².

## Turismo
Posee un lago artificial urbano (Por el Sol), que es atractivo turístico del Municipio. El lago tiene pista de arena, academia al aire libre, kioscos padronizados y pista para eventos.

## Economía
La economía de la ciudad se basa en la agricultura, ganadería y un fuerte comercio que atiende pequeñas ciudades vecinas como Diorama, Amorinopólis, Israelândia, Jaupaci y Arenópolis.